# 法克曼
法克曼（Fackelmann GmbH & Co. KG）是一家总部位于德国巴伐利亚州黑尔斯布鲁克（Hersbruck）的家庭用品、厨房用具及浴室用品制造巨头。现拥有“Fackelmann”、“Zenker”、“Nirosta”等品牌。

## 歷史
1948年，由塞巴斯蒂安·法克曼（Sebastian Fackelmann）成立了此公司，开始了铁制品和家庭用品的生产贸易。从一家只有一个员工的公司逐渐发展到全德国的网络，在1958年开始制造自有品牌的产品。1960年开始生产木制品。
1963年，法克曼扩展业务，开始生产以浴室用品为主的普通家具。自此法克曼以黑尔斯布鲁克为中心，渐渐成为家庭用品的市场领导者。1979年，崭新的木制产品工厂建成投产。1981年，进入塑胶产品制造行业。1988年，面积逾11000平方米的全新塑料制造、包装、行政中心在德国黑尔斯布鲁克落成使用。
1992年，塞巴斯蒂安·法克曼将公司的经营权交予他的两个儿子：亚历山大·法克曼（Alexander Fackelmann）和诺尔贝特·法克曼（Norbert Fackelmann）。其后、诺贝尔特离开法克曼自立门户，亚历山大则成为公司的总裁兼首席执行官。
1995年，开始涉足国际市场。至1998年，已开设14间德国以外的分部。2000年更进入斯堪的纳维亚及荷比卢市场。踏入21世纪，法克曼更进行了几项重要并购：2002年收购品牌“意大利声望”（Prestige Italia）。一年后，收购了巴伐利亚州艾夏赫的烤馍用品公司“森可”（Zenker）。2004年，除了在罗马尼亚和克罗地亚开设分公司外，还收购了西班牙的“不锈钢制造公司”（Fabricados Inoxidables）。2005年，并购总部在伯明翰的英国家品制造商“宝贝”（Probus）。2006年，更成为中国深圳的展升集团（Jensen）的大股东，扩大在华生产规模。2007年在印度孟买和阿联酋迪拜成立分部。2010年，业务扩展至乌克兰。

## 工廠
除了在德国黑尔斯布鲁克、本斯豪森及艾夏赫的工厂，在法国比桑和广东深圳坪地、广东阳江等地亦设有生产基地。